# Shorea bentongensis
Espèce
Statut de conservation UICN

 VU A2cd; B2ab(iii) : Vulnérable
Shorea bentongensis est une espèce de plantes du genre Shorea de la famille des Dipterocarpaceae.